# 野村舞 (1977年生のアナウンサー)
野村 舞（のむら まい、1977年1月10日 - ）は、高知さんさんテレビのアナウンサー。高知県高知市出身。

## 人物
業務編成部にいた当時、制作部所属の尾辻舞とともに『サタ★マガ』の初代MCに抜擢される。それに伴い、高知さんさんテレビ公式サイト内の「アナウンサー紹介」に野村のプロフィールページが設けられた。
2003年、番組への出演を続けつつ制作部へ転属した。

## 担当番組
- サタ★マガ - MC兼リポーター
- 舞ちゃんのPetit-Navi
- FNNスピーク 高知ローカルパート - キャスター
- SUNSUNスーパーニュース - キャスター
- わがまま!気まま!旅気分 - 高知ロケ回リポーター（不定期出演）[5][6]
- 知っとく高知県
- めざましテレビ - 高知からの中継リポーター
- 第15回FNSドキュメンタリー大賞ノミネート作品「あしたをうたう 共に生きるあなたとわたし」 - 語り[7]
- SUNSUN みんなのニュース - キャスター
- プライムこうち - キャスター
- FNN Live News days - キャスター
- プライムニュース&天気 - キャスター